# اللسان الغربي
اللسان الغربي أهو الاسم الذي يطلق على لهجة أمازيغية منقرضة كانت لغة معظم سهول وسط المغرب الأطلسية.  وكان لها ارتباط بالأمازيغية الشلحية.
كان اللسان الغربي هو اللغة الرسمية لبرغواطة والمستخدمة في كتابة قرآن صالح بن طريف.
سقوط بورغواطة على يد المرابطين في القرن ال11م، و توطين العديد من القبائل العربية والزناتية في المنطقة في عهد الموحدين و المرينيين، والغزو البرتغالي في القرن 15 باللإضافة إلى العديد من المجاعات نجم عنه تقلّص سكان مصمودة بينما أصبحت بعدها العربية هي اللغة السائدة ؛ الأمر الذي أدى إلى تعريب ما تبقى من سكان مصمودة وانقراض لسان الغربي.
توجد اليوم عدة قبائل بين دكالة و الشاوية و زعير و ركراكة يعود نسبها إلى مصمودة. ومع ذلك، كلهم يتكلمون بالعربية. المجموعة المصمودية الوحيدة الناطقة بالأمازيغية في السهول الأطلسية هي كونفدرالية حاحا، لكن لم يتم بعد العثور على ارتباط بنيوي مباشر بين لهجتهم (التي تنتمي إلى تشلحيت) واللسان الغربي.